# Lothra

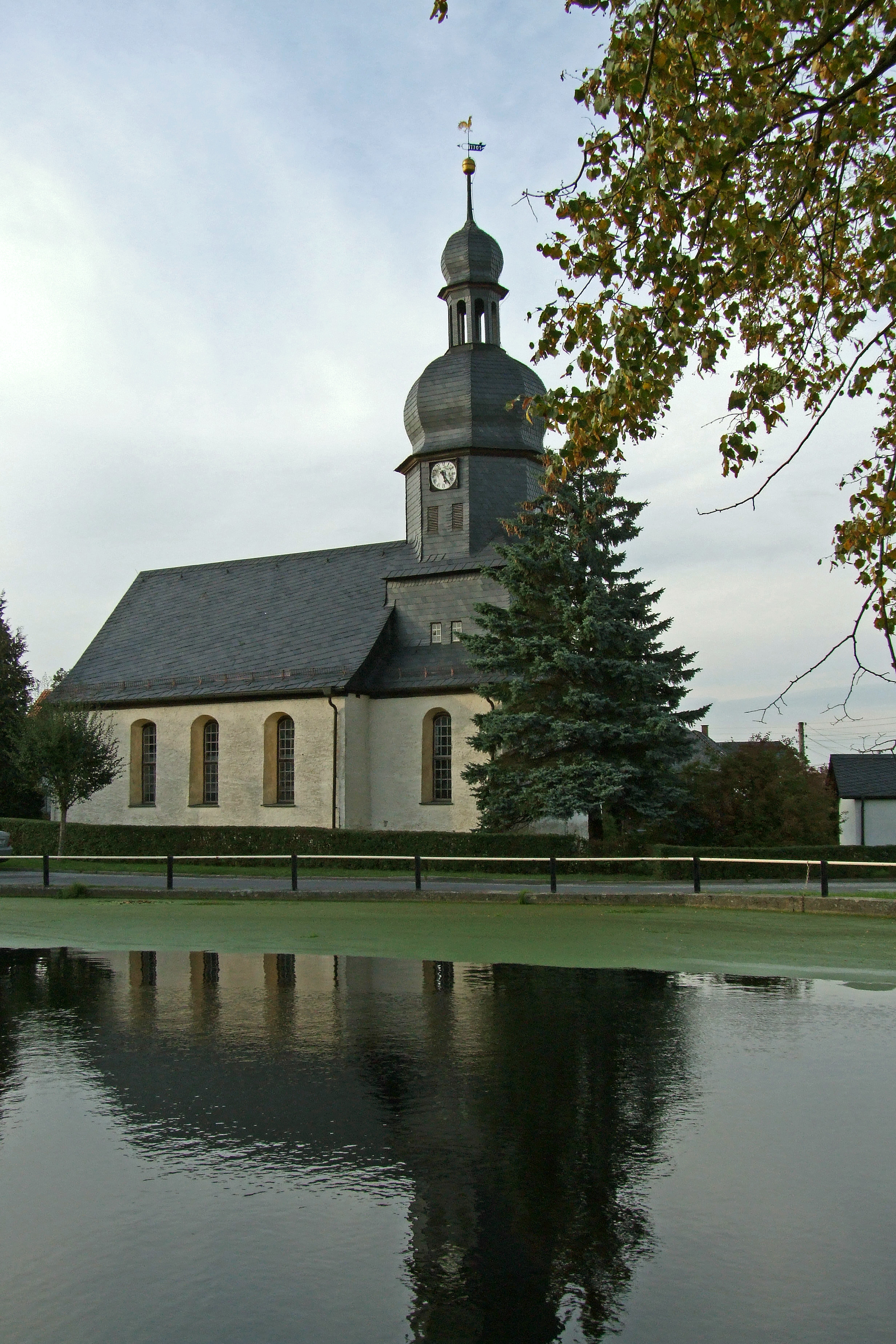
Dorfkirche

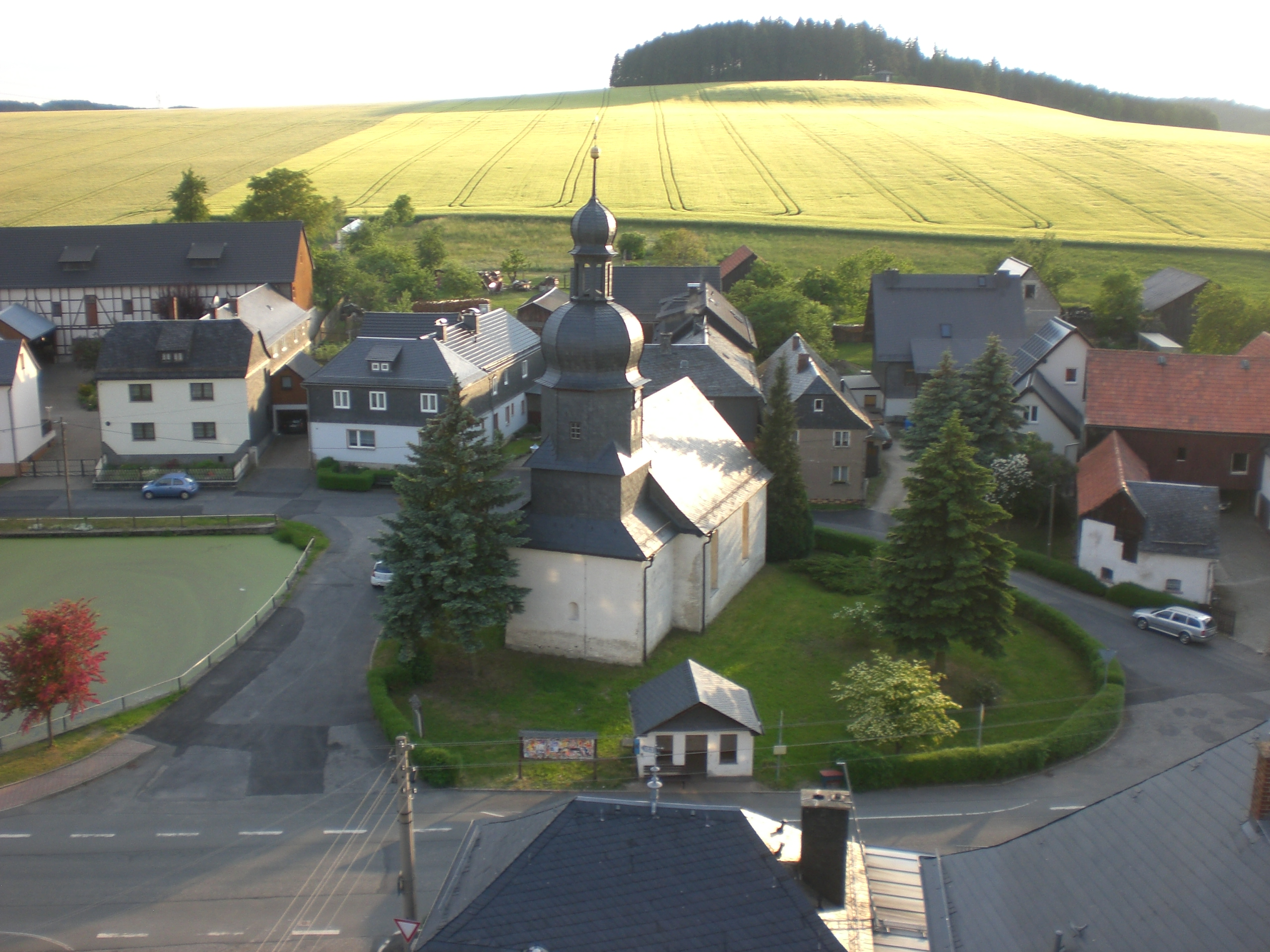
Dorfkirche aus Sicht des ehemaligen Brauereiturms

Lothra ist ein Ortsteil von Drognitz im Landkreis Saalfeld-Rudolstadt. Erfüllende Gemeinde für Drognitz ist die Gemeinde Kaulsdorf in Thüringen.

## Geografie und Geologie
Lothra liegt südlich von Drognitz auf einem Hochplateau des Südostthüringer Schiefergebirges links des Hohenwarte-Stausees der Saale. Die Nutzflächen dieses Gebirges haben durch den hohen Feinerdeanteil und den Humusgehalt eine stabile Bodenfruchtbarkeit. Über die L1100 ist der Ortsteil an den Straßenverkehr angeschlossen.

## Geschichte
Lothras urkundliche Ersterwähnung fand am 7. April 1310 statt. An der einst viel befahrenen Handelsstraße Lobenstein–Pößneck liegend, gab es zwei Rittergüter. Ein Herrenhaus existiert noch. Lothra gehörte zur reußischen „Herrschaft Ebersdorf“, die zeitweise zu den Linien Reuß-Lobenstein und Reuß-Ebersdorf gehörte. 1848 kam der Ort zum Fürstentum Reuß jüngerer Linie (ab 1852 zum Landratsamt Schleiz) und 1919 zum Volksstaat Reuß. Seit 1920 gehört Lothra zu Thüringen.
Die Kirche geht in Teilen auf einen romanischen Vorgängerbau zurück.
Am 6. April 1994 wurde Lothra nach Drognitz eingemeindet.